# سه نفر روی خط
سه نفر روی خط فیلمی به کارگردانی و نویسندگی عبداله غیابی محصول سال ۱۳۵۵ است.

## خلاصهٔ داستان
پروانه با جوان متمولی به نام خسرو که وقت خود را به بیکاری و شب زنده‌داری می‌گذراند، آشنا می‌شود..

## بازیگران
- چنگیز وثوقی
- گرشا رئوفی
- نوری کسرایی
- رضا یاقوتی
- یدالله محمدی‌نژاد
- صالحی
- گیتی فروهر